# Confusion (film)
Pour les articles homonymes, voir Confusion.
Confusion est un film suisse réalisé par Yacine Brahem et Dario Cerruti sur un scénario de Laurent Nègre, sorti en 2016.
Il s'agit d'une fiction qui se présente sous la forme d'un documentaire.

## Synopsis
Deux étudiants d'une école de cinéma réalisent le portrait de Caroline Gautier, chef de cabinet au département de la Sécurité du Canton de Genève, qui s'apprête à accueillir un ex-détenu de la prison de Guantánamo qui demande asile en Suisse. Mais rien ne se passe comme prévu, et la caméra des étudiants devient vite indésirable.

## Fiche technique
- Réalisation : Yacine Brahem et Dario Cerruti
- Scénario : Laurent Nègre
- Photographie : Christian Lutz
- Montage : Thomas Bachmann
- Durée : 71 minutes
- Date de sortie : France : 14 septembre 2016

## Distribution
- Caroline Gasser : Caroline Gautier
- Aude Bourrier : Aude Gautier
- Joseph Chanet : Wang Jiao
- Daniel Ludwig : Daniel Gautier
- Simon Romang : Simon Cramer
- Christian Waldmann : Gottardi

## Distinctions
- 2016 : Prix du jury, Rencontres du cinéma francophone en Beaujolais[4]